# Pako Ayestarán
Francisco "Pako" Martín Ayestarán Barandiarán (Beasáin, Guipúzcoa, 5 de febrero de 1963) es entrenador español. Pasó 11 años como asistente de Rafael Benítez en clubes como Valencia o Liverpool, y, más tarde, comenzó su etapa como primer entrenador en México, Israel, España y Portugal. Actualmente es asistente técnico de Unai Emery en el Aston Villa Football Club de Inglaterra.

## Trayectoria
Inicios
Pako Ayestarán nació en el 1963 en Beasáin. En su adolescencia, Ayestarán formó parte de las categorías inferiores de la Real Sociedad. Más tarde se graduó como Licenciado en Ciencias de la Actividad Física y el Deporte, además, obtuvo su título de Entrenador Nacional de Fútbol y fue máster en Alto Rendimiento Deportivo por el COE.
Asistente de Rafa Benítez
Tras ejercer por primera vez como entrenador dirigiendo al Beasáin, comenzó su carrera como preparador físico y auxiliar técnico de Rafa Benítez en el Club Atlético Osasuna de la Segunda División de España la temporada 1996-97; posteriormente, con el Club de Fútbol Extremadura, logrando un ascenso y un descenso durante las temporadas 1997-98 y 1998-99. En la temporada 2000-01 estuvo con el Club Deportivo Tenerife y después en Valencia Club de Fútbol de 2001 hasta 2004, en donde obtuvo dos títulos de liga y una Copa de la UEFA. En 2004 llegó a Liverpool Football Club  y consiguió los títulos de la Liga de Campeones de la UEFA, Supercopa de Europa, FA Cup y Community Shield.
En verano de 2007, siendo todavía preparador físico del Liverpool FC con Rafa Benítez, Javier González, candidato a la presidencia del Athletic Club, anunció que en caso de ganar las elecciones, Ayestarán sería el director general deportivo de la institución, lo cual no sucedió debido a que Fernando García Macua ganó las elecciones.
En septiembre, Ayestarán renunció a su cargo como auxiliar técnico del Liverpool FC tras tener diferentes desacuerdos con Benítez, terminando así una relación de trabajo de once años. Después de esto, Benítez llamó a Ayestarán traidor, acusándolo de tener contacto con otros equipos a sus espaldas, lo cual fue desmentido por Ayestarán, quien mencionó que dejó su cargo porque Benítez olvidó sus principios. Tras salir de Liverpool fue invitado por Avram Grant para formar parte de su cuerpo técnico en Chelsea, pero Ayestarán rechazó la oferta.
Director deportivo de la Real Sociedad
En enero de 2008 fue director deportivo de la Real Sociedad, pero dejó el puesto después de unas semanas debido a un conflicto con el presidente del club, Iñaki Badiola.
Preparador físico del Benfica
La temporada 2008-09 trabajó como preparador físico de Quique Sánchez Flores en el SL Benfica portugués, donde consiguió la Copa de la Liga de Portugal. 
Preparador físico del Valencia CF
La siguiente temporada regresó al Valencia CF como preparador físico de Unai Emery. Tras acabar la temporada, Ayestarán decidió no renovar contrato.
Asistente en el Al-Ahli FC
Tras descansar un año de cualquier puesto, regresó a trabajar con Quique Sánchez Flores, esta vez en el Al-Ahli FC de los Emiratos Árabes Unidos durante la temporada 2011-12. Con el equipo de Dubái consiguió la Copa de Liga de los Emiratos Árabes Unidos y después dejó su cargo como auxiliar.
CD Estudiantes Tecos
En agosto de 2013 empezó su trayectoria como director técnico en solitario al hacerse cargo del Club Deportivo Estudiantes Tecos de México. El 4 de mayo de 2014, obtuvo su primer título como entrenador cuando su equipo derrotó en penales a Correcaminos de la UAT en la final de la Liga de Ascenso de México. Tecos disputó la Final de Ascenso contra los Leones Negros de la Universidad de Guadalajara, perdió la eliminatoria por marcador global de 4-3 y no logró el ascenso a la Primera División de México. Tras perder la final, la franquicia de Tecos se traspasó a Zacatecas y se transformó en Mineros de Zacatecas, pero Ayestarán decidió no seguir con el equipo explicando que no tenía la intención de permanecer en la Liga de Ascenso.
Maccabi Tel Aviv
El 26 de agosto de 2014, Ayestarán fue anunciado como nuevo entrenador del Maccabi Tel Aviv FC tras la renuncia de Óscar García Junyent a dos días de disputar un partido de vuelta de la Liga Europea de la UEFA. García argumentó que dimitió de su puesto debido a la Guerra en Gaza. Pako no dirigió el partido de vuelta, el cual ganó Maccabi por marcador de 1-3, pero quedó eliminado por el gol de visitante. Obtuvo su primer título con el equipo al derrotar al Maccabi Haifa en final de la Copa Toto. El 17 de mayo de 2015 consiguió el título de la Ligat ha'Al, y tres días después logró el triplete al derrotar a Hapoel Be'er Sheva en la final de la Copa de Israel. Con este logro, Ayestarán se convirtió en el único entrenador en la historia del fútbol israelí en conquistar el triplete nacional (Liga, Copa y Copa Toto) en una misma temporada. A pesar de haber conseguido el triplete, Pako decidió dejar el club. Después de salir de Maccabi, fue vinculado con el Liverpool, esta vez como auxiliar de Brendan Rodgers, pero Pako declaró que solo estaba interesado en seguir dirigiendo como técnico.
Santos Laguna
El 19 de agosto de 2015, Ayestarán fue anunciado como nuevo entrenador del Club Santos Laguna de la Liga MX, en sustitución del portugués Pedro Caixinha, quien había renunciado días antes. Bajo su dirección, el equipo disputó 14 partidos oficiales, incluyendo encuentros de la Concachampions, con un balance de 5 victorias, 4 empates y 5 derrotas, 24 goles a favor y 17 en contra, logrando un promedio de 1,36 puntos por partido. Entre los resultados más destacados se encuentran las victorias 0-3 frente a Chivas y Tiburones Rojos de Veracruz, así como un contundente 6-1 ante Deportivo Saprissa en competición internacional. El 21 de noviembre de 2015 se anunció que no continuaría en el club para el torneo Clausura 2016.
Valencia CF
El 13 de febrero de 2016, se hizo oficial su regreso, por tercera vez, al Valencia Club de Fútbol, pero no como preparador físico como sucediera en las dos etapas anteriores sino como miembro auxiliar del cuerpo técnico encabezado por el británico Gary Neville en su primera etapa como primer entrenador, y con Miguel Ángel Angulo y Phil Neville como compañeros dentro del staff técnico.
El 30 de marzo de 2016, pasó a ser el entrenador del Valencia Club de Fútbol tras la destitución de Gary Neville. Debutó con una derrota, pero luego logró tres victorias consecutivas que sellaron la permanencia del equipo che. Entre ellas, destacó una victoria por 2-1 en el Camp Nou ante el FC Barcelona.  El 24 de mayo, renovó con el Valencia hasta 2018. Sin embargo, fue destituido el 20 de septiembre, tras perder los 4 primeros partidos de la Liga.
UD Las Palmas
El 27 de septiembre de 2017, se convirtió en el nuevo técnico de la U. D. Las Palmas. Fue cesado dos meses después, el 30 de noviembre, tras perder (2-3) contra el R. C. Deportivo de la Coruña en la Copa del Rey y sumar un solo punto en 7 jornadas de Liga.
CF Pachuca
El 28 de mayo de 2018, Ayestarán fue anunciado como nuevo director técnico del Club de Fútbol Pachuca de la Liga MX. Durante su etapa al frente del conjunto hidalguense, dirigió un total de 28 partidos oficiales entre liga y copa, logrando 13 victorias, 7 empates y 8 derrotas, con 55 goles a favor y 42 en contra. Alcanzó las semifinales de la Copa MX Apertura 2018 y firmó actuaciones destacadas como el 6-2 frente a Club Necaxa o el 3-0 contra Querétaro Fútbol Club. El equipo mostró un estilo ofensivo y competitivo en varios tramos de la temporada, manteniendo un promedio de 1,64 puntos por partido. El 19 de enero de 2019, Ayestarán dejó su cargo tras un inicio irregular en el torneo Clausura, que incluyó una derrota por 3-0 frente al Club América en el Estadio Azteca.
CD Tondela
El 10 de agosto de 2020, se hace oficial su fichaje por el CD Tondela, sustituyendo a Natxo González. En su primera temporada, logro la mejor clasificación en la historia del club en la Primeira Liga, alejándolo de la lucha por el descenso y consolidándolo en la media tabla. En su segunda campaña, llevó al equipo a las semifinales de la Copa de Portugal por primera vez en su historia. En el partido de ida, el Tondela logró una contundente victoria por 3-0, dejando encarrilado el pase a la final. Sin embargo, el 15 de marzo de 2022, fue destituido antes de la vuelta, en la que el equipo confirmó su clasificación con un empate global de 4-1.
Aston Villa (2022-presente)
El 4 de noviembre de 2022, Pako Ayestarán se unió como asistente de Unai Emery en el Aston Villa. Desde su incorporación, Ayestarán ha sido parte fundamental del equipo técnico que ha llevado a Villa a una transformación notable en la Premier League. Bajo esta dirección, el club terminó la temporada 2022-23 en séptimo lugar, logrando clasificarse para la UEFA Europa Conference League. 
En la temporada 2023-24, Aston Villa avanzó hasta las semifinales del torneo tras superar al Lille en la tanda de penaltis en cuartos, alcanzando su primera semifinal europea desde 1982. En la misma campaña, el equipo finalizó en cuarta posición en la Premier League, asegurando su clasificación para la UEFA Champions League por primera vez desde la temporada 1982-83.
En la temporada 2024-25, Aston Villa alcanzó los cuartos de final de la Champions League, donde fueron eliminados por el Paris Saint-Germain con un global de 5-4. También llegaron a las semifinales de la FA Cup y terminaron sextos en la Premier League, clasificándose para la UEFA Europa League.

## Clubes
| Club              | Cargo      | País          |
| ----------------- | ---------- | ------------- |
| Valencia          | España     | 2001–2004     |
| Liverpool         | Inglaterra | 2004–2007     |
| Benfica           | Portugal   | 2008–2009     |
| Valencia          | España     | 2009–2010     |
| Al-Ahli Dubai     | EAU        | 2011–2012     |
| Estudiantes Tecos | México     | 2013–2014     |
| Maccabi Tel Aviv  | Israel     | 2014–2015     |
| Santos Laguna     | México     | 2015          |
| Valencia          | España     | 2016          |
| Las Palmas        | España     | 2017          |
| Pachuca           | México     | 2018–2019     |
| Tondela           | Portugal   | 2020–2022     |
| Aston Villa       | Inglaterra | 2022–Presente |

## Palmarés

### Como auxiliar
| Título                       | Club                    | País        | Año     |
| ---------------------------- | ----------------------- | ----------- | ------- |
| Primera División de España   | Valencia Club de Fútbol | España      | 2001-02 |
| Primera División de España   | Valencia Club de Fútbol | España      | 2003-04 |
| Copa de la UEFA              | Valencia Club de Fútbol | España      | 2003-04 |
| Liga de Campeones de la UEFA | Liverpool Football Club | Turquía     | 2004-05 |
| Supercopa de Europa          | Liverpool Football Club | Inglaterra  | 2005    |
| FA Cup                       | Liverpool Football Club | Reino Unido | 2005-06 |
| Community Shield             | Liverpool Football Club | Reino Unido | 2006    |
| Copa de la Liga de Portugal  | Sport Lisboa e Benfica  | Portugal    | 2008-09 |
| Copa de Liga de los EAU      | Al-Ahli Football Club   | EAU         | 2011-12 |

### Como técnico
| Título                    | Club                | País   | Año     |
| ------------------------- | ------------------- | ------ | ------- |
| Liga de Ascenso de México | Estudiantes Tecos   | México | C-2014  |
| Ligat ha'Al               | Maccabi Tel Aviv FC | Israel | 2014-15 |
| Copa de Israel            | Maccabi Tel Aviv FC | Israel | 2014-15 |
| Copa Toto                 | Maccabi Tel Aviv FC | Israel | 2014-15 |